# Can Canyadó
Can Canyadó es una masía fortificada ubicada en el barrio de Canyadó, en Badalona (España). Fue una finca agrícola hasta mediados de siglo XX y en la actualidad alberga un centro cívico y de cultura tradicional del Ayuntamiento de Badalona.
El edificio, que destaca por su torre de defensa, figura en el registro de Bienes Culturales de Interés Nacional del patrimonio catalán. Declarado monumento histórico-artístico en 1974, está catalogado como Bien de Interés Cultural del patrimonio español con el código RI-51-0003962.

## Historia
Las primeras menciones históricas de Can Canyadó datan de 1492. La masía actual se construyó en los siglos XV-XVI. Posteriormente se le añadió la torre en 1648 y la bodega el 1661.
Sus propietario originales fueron los Canyadó. En 1718, al morir sin herederos Francesc Canyadó, pasó por matrimonio a la familia Salavert; de esta pasó a los Tàpies y posteriormente a los Ventós Mir. Como muchas de las masías catalanas, la finca estaba bajo un contrato de aparcería; esto es, no eran los propietarios quienes la cultivaban, sino una familia que arrendaba la casa y las tierras.
Can Canyadó funcionó como finca agrícola hasta mediados de siglo XX. La última familia de «masoveros» fueron los hermanos Camps Grau, quienes se instalaron en 1930. El 1956 fueron expulsados por los entonces propietarios, los Ventós y Mir, quienes habían proyectado derribar la masía para construir bloques de viviendas, iniciativa que no prosperó. Su último propietario particular fue la familia Rubert de Ventós. En 1987 fue adquirida por el Ayuntamiento de Badalona, que la recuperó como escuela taller. En 1995 transformó el equipamiento en  centro cívico bajo el nombre «Centre de Cultura Tradicional Can Canyadó».

## Arquitectura
Can Canyadó es una masía fortificada típica de la costa catalana. La casa tiene dos plantas, con tejado a dos aguas. El portal es dovelado y los ventanales rectangulares están enmarcados por dinteles y jambas de piedra. El elemento más significativo es la torre defensa de 12 metros de altura y planta cuadrada, rematada con matacanes y decorada con almenas y gárgolas de cañón. Destaca la reja de forja del siglo XVIII que protege la ventana del piso inferior del torreón. Anexa a la casa se conserva una dependencia, que fue la antigua bodega, pues la viña fue una de las actividades de la finca.